# Jorge Baltazar
Jorge Isaac Baltazar Ferreira (* 3. November 1982 in Mexiko-Stadt) ist ein ehemaliger mexikanischer Squashspieler.

## Karriere
Jorge Baltazar begann seine professionelle Karriere in der Saison 2003 und spielte bis 2011 auf der PSA World Tour. Auf dieser gewann er fünf Titel. Seine höchste Platzierung in der Weltrangliste erreichte er im Dezember 2008 mit Position 46.
2008 qualifizierte er sich erstmals für die Weltmeisterschaft und gewann auch seine Auftaktpartie gegen Mohammed Abbas. In der zweiten Runde unterlag er Adrian Grant. Im Jahr darauf qualifizierte er sich ein zweites und gleichzeitig letztes Mal für das Hauptfeld der Weltmeisterschaft. Gegen Ramy Ashour musste er nach dem ersten Satz verletzungsbedingt aufgeben. Bei Panamerikanischen Spielen gewann er zwei Medaillen. 2003 und 2007 gewann er jeweils mit der mexikanischen Mannschaft die Bronzemedaille. 2010 wurde er Panamerikameister. Mit der mexikanischen Nationalmannschaft nahm er 2003 an der Weltmeisterschaft teil.

## Erfolge
- Panamerikameister: 2010
- Gewonnene PSA-Titel: 5
- Panamerikanische Spiele: 2 × Bronze (Mannschaft 2003 und 2007)
- Zentralamerika- und Karibikspiele: 2 × Gold (Doppel und Mannschaft 2006), 1 × Silber (Mannschaft 2002)